# Jean Rychner
Jean Rychner (* 13. Januar 1916 in Neuchâtel; † 5. Juni 1989 in Neuchâtel) war ein Schweizer Romanist und Mediävist.

## Leben und Werk
Rychner schloss 1941 ein Studium an der Ecole des chartes in Paris  mit der Arbeit Martial d'Auvergne et les vigiles de Charles VII ab. Von 1942 bis 1945 war er stellvertretender Direktor der Stadtbibliothek Neuchâtel und von 1946 bis 1949 Direktor der Fondation suisse de la Cité universitaire in Paris. Von 1949 bis 1981 war er ordentlicher Professor für französische Sprache und Literatur des Mittelalters an der Universität Neuenburg, von 1955 bis 1957 auch Dekan und von 1971 bis 1975 Prorektor. Von 1962 bis 1974 leitete er die philologische Kommission für das Glossaire des patois de la Suisse romande. Ab 1974 war er assoziiertes Mitglied der Académie royale de langue et de littérature française de Belgique und der Académie royale des Sciences, des Lettres et des Beaux-Arts de Belgique. Rychner war Ehrendoktor der Universitäten Straßburg, Genf und Lausanne.

## Veröffentlichungen
- (Hrsg.) Martial d’Auvergne, Les arrêts d'amour, Paris 1951
- La chanson de geste. Essai sur l'art épique des jongleurs, Genf/Lille 1955, Genf 1999
- (Hrsg. mit Paul Aebischer) Le lai de Lanval, Genf/Paris 1958
- Contribution à l'étude des Fabliaux. Variantes remaniements dégradations, 2 Bde., Genf 1960, 1974
- (Hrsg.) Les XV joies de mariage [um 1400], Genf/Paris 1963,  1967, Genf 1999
- (Hrsg.) Les lais de Marie de France, Paris 1966, 1983
- L'articulation des phrases narratives dans la "Mort Artu". Formes et structures de la prose française médiévale, Genf 1970
- (mit Albert Henry) Le testament Villon, Le Lais Villon et Les Poèmes variés, 3 Bde., Genf 1974, 1977, 1985
- (Hrsg.) Du Bouchier d'Abevile. Fabliau du XIIe siècle, Genf 1975
- Du Saint-Alexis à François Villon. Etudes de littérature médiévale, Genf 1985
- La narration des sentiments, des pensées et des discours dans quelques oeuvres des XIIe et XIIIe siècles, Genf 1990